# João Moutinho
João Filipe Iria Santos Moutinho (pronunție în portugheză [ˈʒwɐ̃w fɨˈlip iˈɾi.ɐ ˈsɐ̃tuʒ mo(w)ˈtĩɲu]; n. 8 septembrie 1986) este un fotbalist portughez care evoluează la clubul Wolverhampton Wanderers în Premier League și la echipa națională de fotbal a Portugaliei.
Moutinho a reprezentat naționala Portugaliei la două Campionate Europene de Fotbal: Euro 2008 și Euro 2012.

## Goluri internaționale
| # | Data            | Stadion                                      | Oponent        | Scor | Rezultat | Competiția                                           |
| - | --------------- | -------------------------------------------- | -------------- | ---- | -------- | ---------------------------------------------------- |
| 1 | 31 May 2008     | Estádio do Fontelo, Viseu, Portugalia        | Georgia        | 1–0  | 2–0      | Meci amical                                          |
| 2 | 7 October 2011  | Estádio do Dragão, Porto, Portugalia         | Islanda        | 4–2  | 5–3      | Preliminariile Campionatului European de Fotbal 2012 |
| 3 | 8 October 2015  | Estádio Municipal, Braga, Portugalia         | Danemarca      | 1–0  | 1–0      | Euro 2016 qualifying                                 |
| 4 | 11 October 2015 | Partizan Stadium, Belgrad, Serbia            | Serbia         | 2–1  | 2–1      | Euro 2016 qualifying                                 |
| 5 | 10 October 2016 | Tórsvøllur, Tórshavn, Insulele Feroe         | Insulele Feroe | 5–0  | 6–0      | 2018 World Cup qualification                         |
| 6 | 3 June 2017     | António Coimbra da Mota, Estoril, Portugalia | Cipru          | 1–0  | 4–0      | Friendly                                             |
| 7 | 3 June 2017     | António Coimbra da Mota, Estoril, Portugalia | Cipru          | 2–0  | 4–0      | Friendly                                             |

## Palmares

### Club
Sporting
- Taça de Portugal: 2006–07, 2007–08
- Supertaça Cândido de Oliveira: 2007, 2008
- Cupa UEFA:

Finalist 2004–05
- Taça da Liga:

Finalist 2007–08, 2008–09
Porto
- UEFA Europa League: 2010–11
- Primeira Liga: 2010–11, 2011–12, 2012–13
- Taça de Portugal: 2010–11
- Supertaça Cândido de Oliveira: 2010, 2011, 2012
- Supercupa Europei:

Finalist 2011
- Taça da Liga:

Finalist 2012–13

### Națională
- UEFA European Under-17 Championship: 2003
- Campionatul European de Fotbal: 2016

### Individual
- SJPF Player of the Month: April 2005
- SJPF Young Player of the Month: October 2006, November 2006, October 2007, November 2007, February 2008, March 2008
- Porto Player of the Year: 2012–13[1]

## Statistici

### Club
La 16 February 2014.
| Club          | Sezon         | Campionat | Campionat | Campionat | Cupă    | Cupă   | Cupă    | Cupa Ligii | Cupa Ligii | Cupa Ligii | Continental | Continental | Continental | Altele  | Altele | Altele  | Total   | Total  | Total   |
| Club          | Sezon         | Meciuri   | Goluri    | Assists   | Meciuri | Goluri | Assists | Meciuri    | Goluri     | Assists    | Meciuri     | Goluri      | Assists     | Meciuri | Goluri | Assists | Meciuri | Goluri | Assists |
| ------------- | ------------- | --------- | --------- | --------- | ------- | ------ | ------- | ---------- | ---------- | ---------- | ----------- | ----------- | ----------- | ------- | ------ | ------- | ------- | ------ | ------- |
| Sporting      | 2004–05       | 15        | 0         | 0         | 2       | 0      | 0       | –          | –          | –          | 9           | 0           | 0           | –       | –      | –       | 26      | 0      | 0       |
| Sporting      | 2005–06       | 34        | 4         | 6         | 5       | 1      | 0       | –          | –          | –          | 4           | 0           | 0           | –       | –      | –       | 43      | 5      | 6       |
| Sporting      | 2006–07       | 29        | 4         | 3         | 6       | 3      | 0       | –          | –          | –          | 6           | 0           | 0           | –       | –      | –       | 41      | 7      | 3       |
| Sporting      | 2007–08       | 30        | 5         | 2         | 6       | 1      | 0       | 7          | 0          | 0          | 12          | 1           | 3           | 1       | 0      | 0       | 56      | 7      | 5       |
| Sporting      | 2008–09       | 27        | 3         | 6         | 2       | 0      | 0       | 5          | 0          | 1          | 8           | 1           | 0           | 1       | 0      | 0       | 43      | 4      | 7       |
| Sporting      | 2009–10       | 28        | 5         | 3         | 4       | 2      | 1       | 4          | 0          | 0          | 14          | 2           | 1           | –       | –      | –       | 50      | 9      | 5       |
| Sporting      | Total         | 163       | 21        | 20        | 25      | 7      | 1       | 16         | 0          | 1          | 53          | 4           | 4           | 2       | 0      | 0       | 259     | 32     | 26      |
| Porto         | 2010–11       | 27        | 0         | 7         | 5       | 2      | 0       | 3          | 0          | 0          | 17          | 0           | 2           | 1       | 0      | 0       | 53      | 2      | 9       |
| Porto         | 2011–12       | 28        | 3         | 6         | 1       | 0      | 0       | 4          | 0          | 0          | 8           | 0           | 1           | 2       | 0      | 0       | 43      | 3      | 7       |
| Porto         | 2012–13       | 27        | 1         | 12        | 1       | 0      | 1       | 2          | 2          | 0          | 8           | 2           | 2           | 1       | 0      | 0       | 39      | 5      | 15      |
| Porto         | Total         | 69        | 4         | 18        | 7       | 2      | 1       | 9          | 2          | 0          | 30          | 1           | 2           | 1       | 0      | 0       | 119     | 9      | 24      |
| Monaco        | 2013–14       | 21        | 1         | 5         | 2       | 0      | 0       | 0          | 0          | 0          | 0           | 0           | 0           | 0       | 0      | 0       | 23      | 1      | 5       |
| Monaco        | Total         | 21        | 1         | 5         | 2       | 0      | 0       | 0          | 0          | 0          | 0           | 0           | 0           | 0       | 0      | 0       | 23      | 1      | 5       |
| Total carieră | Total carieră | 253       | 26        | 43        | 34      | 9      | 2       | 27         | 2          | 1          | 83          | 5           | 9           | 6       | 0      | 0       | 401     | 42     | 55      |

### Internațional
| Echipa     | An    | Meciuri | Goluri |
| ---------- | ----- | ------- | ------ |
| Portugalia | 2005  | 3       | 0      |
| Portugalia | 2006  | 2       | 0      |
| Portugalia | 2007  | 6       | 0      |
| Portugalia | 2008  | 11      | 1      |
| Portugalia | 2009  | 3       | 0      |
| Portugalia | 2010  | 5       | 0      |
| Portugalia | 2011  | 9       | 1      |
| Total      | Total | 39      | 2      |

Actualizat la 1 ianuarie 2012.